# Rudolf Euler
Carl Rudolf Euler (* 19. Oktober 1875 in Frankfurt am Main; † 2. März 1964 in Königstein im Taunus), geboren als Karl Rudolph Euler, war ein deutscher Kaufmann, Unternehmer, Kommanditist, ein Vorstandsmitglied und Aufsichtsratsvorsitzender der Frankfurter Metallgesellschaft, der Berg- und Metallbank und der Metallurgischen Gesellschaft sowie Verwaltungsratsmitglied der Schweizerischen Gesellschaft für Metallwerte.

## Name
Der Name ist in unterschiedlichen Schreibweisen dokumentiert: die amtlichen Meldekarten der Stadt Frankfurt am Main weisen ihn als Carl Rudolf Euler aus, der Geburtenbucheintrag jedoch als Karl Rudolph Euler. Die Neue Deutsche Biographie listet ihn online als Rudolf Euler, ebenso das Hessische Wirtschaftsarchiv (HWA) und das Institut Dodis der Schweizerischen Akademie der Geistes- und Sozialwissenschaften.

## Familie
Carl Rudolf Euler war das dritte von fünf Kindern des Kaufmanns August Anton Euler (* 11. März 1849 in Frankfurt am Main; † 8. November 1926 ebenda) und dessen Ehefrau Maria Christina Charlotte (* 10. Oktober 1848 in Frankfurt am Main; † 16. Oktober 1922 ebenda), geborene Rothenburger, beide evangelisch-lutherischer Konfession, die am 3. Juni 1872 in Frankfurt am Main geheiratet hatten.
Seine vier Geschwister waren Ruth Elisabeth Charlotte Euler (* 10. Juni 1872 in Frankfurt am Main; † 24. Mai 1873 ebenda), Franz Anton Euler (* 2. November 1873 in Frankfurt am Main; † 1874 ebenda), Maria Christina Euler (* 21. Januar 1877 in Frankfurt am Main) sowie Carl (* 30. September 1878 in Frankfurt am Main; † 17. März 1879 ebenda), von denen jedoch drei bereits im Kleinkindalter verstorben sind. Er wuchs daher gemeinsam mit seiner 15 Monate jüngeren Schwester Maria Christina auf.
Carl Rudolf Euler heiratete am 28. September 1903 die sechseinhalb Jahre jüngere Henriette „Henni“ (geboren am 13. Mai 1882 in Frankfurt am Main; gestorben am 9. Mai 1965 in Königstein im Taunus), geborene Hochschild, israelitischer Konfession. Sie war die älteste Tochter des Kaufmanns und Unternehmers Zachary Hochschild (geboren am 16. Mai 1854 in Biblis; gestorben am 6. November 1912 in München) und der Philippine Hochschild (geboren am 7. Juli 1859 in Frankfurt am Main; gestorben am 28. Dezember 1931 ebenda), geborene Ellinger. Als Trauzeugen fungierten der römisch-katholische Frankfurter Architekt Wilhelm Schreiber (* 10. April 1873 in Frankfurt am Main; † 10. April 1948 in New York City), Direktor der Schneider & Hanau A.-G., Frankfurt am Main, und der jüdische Frankfurter Kaufmann Leo Ellinger (geboren am 21. November 1852 in Frankfurt am Main; gestorben am 16. Juli 1916 ebenda), Mitbegründer und Aufsichtsratsmitglied der Metallgesellschaft, Metallbank und Metallurgischen Gesellschaft. Der Architekt Schreiber war Carl Rudolf Eulers Schwager, seit dem 15. Mai 1898 mit seiner Schwester Maria Christina verheiratet.
Seitens des Brautvaters Zachary Hochschild wurde Carl Rudolf Euler als nicht standesgemäße Partie seiner ältesten Tochter „Henni“ betrachtet, die sich in dieser Hinsicht gegenüber ihrem Vater hatte durchsetzen müssen, um diese Ehe eingehen zu dürfen. Hochschild war 1881 ein Mitbegründer der Frankfurter Metallgesellschaft, eines in der Folge weltweit agierenden Konzerns, ausgerichtet auf den Bergbau und den Metall-Rohstoffhandel. Dessen Ehefrau Philippine war Schwester seines Kompagnons Leo Ellinger.
Aus der Ehe von Carl Rudolf und Henriette „Henni“ Euler gingen drei Kinder hervor, zwei Söhne und eine Tochter: der Erstgeborene Hans Rudolph (* 22. September 1904; † 1943), die später promovierte Maria Elisabeth (* 12. April 1906 in Frankfurt am Main; † 25. Mai 1961 in Wien), verheiratete Löcker, ab 1948 verheiratete von Liebl, und Wilhelm Anton Fritz (* 9. Oktober 1911; † 15. Oktober 1975). Der jüngste Sohn Fritz war später Mitglied des Aufsichtsrates der Metallgesellschaft und vertrat das Unternehmen in den Vereinigten Staaten.
Am 30. September 1912 wirkte Carl Rudolf Euler als Trauzeuge für seine Schwägerin Alice Gustine Hochschild (geboren am 10. August 1889 in Frankfurt am Main; gestorben am 23. Dezember 1948 in Zürich), als diese in Frankfurt am Main den Zürcher Mediziner Paul von Monakow heiratete. Am 11. Dezember 1916 wurde Euler erneut als Trauzeuge gebeten, diesmal für seine Schwägerin Anna Sara Hochschild, als diese in Frankfurt am Main den promovierten Chemiker und Hauslehrer Paul Reiner heiratete.

## Wirken
Carl Rudolf Euler wurde im Jahr 1891 als Lehrling von der Metallurgischen Gesellschaft eingestellt. 1903, im Jahr seiner Hochzeit mit Henriette Hochschild, wurde er in den Vorstand seines Unternehmens berufen, in dem er bis 1908 als Vorstandsmitglied wirkte. Anschließend wirkte er bis 1912 als stellvertretendes Vorstandsmitglied der Metallgesellschaft AG. Im Jahr 1916 wurde er neben Felix Deutsch (AEG), August Elfes und Karl Schaefer zusätzlich Mitglied des Verwaltungsrates der seit 1910 fusionierten Berg- und Metallbank AG und der Metallurgischen Gesellschaft AG, dem er bis 1927 angehörte. Nach deren Fusion mit der Metallgesellschaft AG erhielt er dort einen Sitz im Vorstand. Ab 1924 wirkte er auch im Verwaltungsrat der 1910 gegründeten Schweizerischen Gesellschaft für Metallwerte.
1932 wurde Carl Rudolf Euler zusammen mit Alfred Merton, Alfred Petersen und Julius Sommer Mitglied des vierköpfigen Zentralausschusses der Metallgesellschaft, der mit erweiterten Befugnissen ausgestattet war. Doch schon ab 1933 suchten die Nationalsozialisten nach Möglichkeiten, das rüstungs- und kriegsrelevante Geschäftsfeld zu kontrollieren. Ab 1935 wurden acht von elf Vorstandsmitgliedern aufgrund ihrer jüdischen Abstammung oder jüdischer Verbindungen (z. B. jüdische Ehepartner) abberufen. 1938 wurden auf Veranlassung von Gauleiter Jakob Sprenger systemkonforme Personen installiert. Ab 1934 war Euler Mitglied des Aufsichtsrates der Degussa.
1942 wurde Euler zwar pensioniert, blieb jedoch Aufsichtsratsmitglied der Metallgesellschaft AG. Nach Kriegsende wurde Alfred Petersen zum Vorstandsvorsitzenden berufen, Carl Rudolf Euler zum Vorsitzenden des Aufsichtsrates, dem er bis zu Richard Mertons Rückkehr aus dessen Exil (1947) in England vorsaß, bevor er 1956 aus Altersgründen ganz aus dem Aufsichtsrat ausschied.
Seine jüdische Ehefrau hatte die Shoah in ihrer Heimatstadt Frankfurt am Main wohl deshalb überleben können, weil Euler als „arisch“ klassifiziert war.
Nach dem Zweiten Weltkrieg verzog das Ehepaar in den nahegelegenen Taunus. Carl Rudolph Euler verstarb dort 88-jährig, seine Ehefrau nur 14 Monate später, kurz vor Vollendung ihres 83. Lebensjahres.
Geringfügige Bestände zu Rudolf Euler finden sich u. a. im Deutschen Literaturarchiv Marbach, im Institut Dodis der Schweizerischen Akademie der Geistes- und Sozialwissenschaften, im Hessischen Wirtschaftsarchiv und im Institut für Stadtgeschichte Frankfurt am Main.